# Occidryas klotsi
Occidryas klotsi är en fjärilsart som beskrevs av Dos Passos 1938. Occidryas klotsi ingår i släktet Occidryas och familjen praktfjärilar. Inga underarter finns listade i Catalogue of Life.